# نهر الأن
نَهْرُ الْأَن (بالفرنسية: l'Ain 
تنطق بالفرنسية: [l‿ɛ̃]
) هو نهر يقع في شرق فرنسا، وهو الرافد الأيسر لنهر الرون، وأعطى اسمه لإقليم أن.